# Xã Ross, Quận Franklin, Iowa
Xã Ross (tiếng Anh: Ross Township) là một xã thuộc quận Franklin, tiểu bang Iowa, Hoa Kỳ. Năm 2010, dân số của xã này là 303 người.